# カール・ヴィルヘルム・フォン・ハイデック
カール・ヴィルヘルム・フォン・ハイデック（Karl Wilhelm Freiherr von Heideck、父親の姓はハイデガー Heidegger、1788年12月6日 - 1861年2月21日）はドイツの軍人、画家である。

## 略歴
現在のフランス、モゼル県のSarralbe(ドイツ語では Saaralben)で生まれた。祖父は現スイスのアンデルフィンゲンの在地代官を務めた人物で父親はフランス軍の将校でアマチュア画家であった。
美術を、ヨハン・ハインリヒ・マイヤーらに学んだ後、1799年にツヴァイブリュッケンに移り、1801年にはミュンヘンに移り、士官学校に入学した。同時に絵画の修業は続けた、
1805年にバイエルン王国陸軍に任官し、1805年、1806年、1809年にライン同盟に参加したバイエルン王国軍の将校としてナポレオン軍に協力して、オーストリア軍やプロイセン軍などと戦った。1810年には義勇軍として半島戦争に参加した。1813年のライプツィヒの戦いでの、ナポレオンの敗退後、ライン同盟は解体した。1814年からは後にバイエルン国王になるルートヴィヒ1世が、ロンドンやウィーン会議に参加するのに同行した。
1826年にギリシャ独立戦争を支援する義勇軍に加わり、1827年にはイギリスの元軍人、トーマス・ゴードンの指揮下でアテネのアクロポリスのギリシャ人救援のために働いた。1827年にギリシャ暫定政府の大統領イオアニス・カポディストリアスにナフプリオの司令官に任じられ、アルゴスの軍政官にも任じられた。
1829年に健康上の理由でギリシャを離れ、1930年にミュンヘンに戻り、バイエルン王国軍に復帰した。1832年にギリシャ王国が成立して、バイエルン王国皇太子オソン1世が国王に迎えられた後、再びギリシャで働き、軍制の整備などの仕事をした。
その後、バイエルン陸軍に復職し、1844年に男爵に任じられ1850年に中将に昇進し、陸軍省の審議官などを務めた。ミュンヘンで死去した。
画家としては主に風景画を描いた。

## 作品

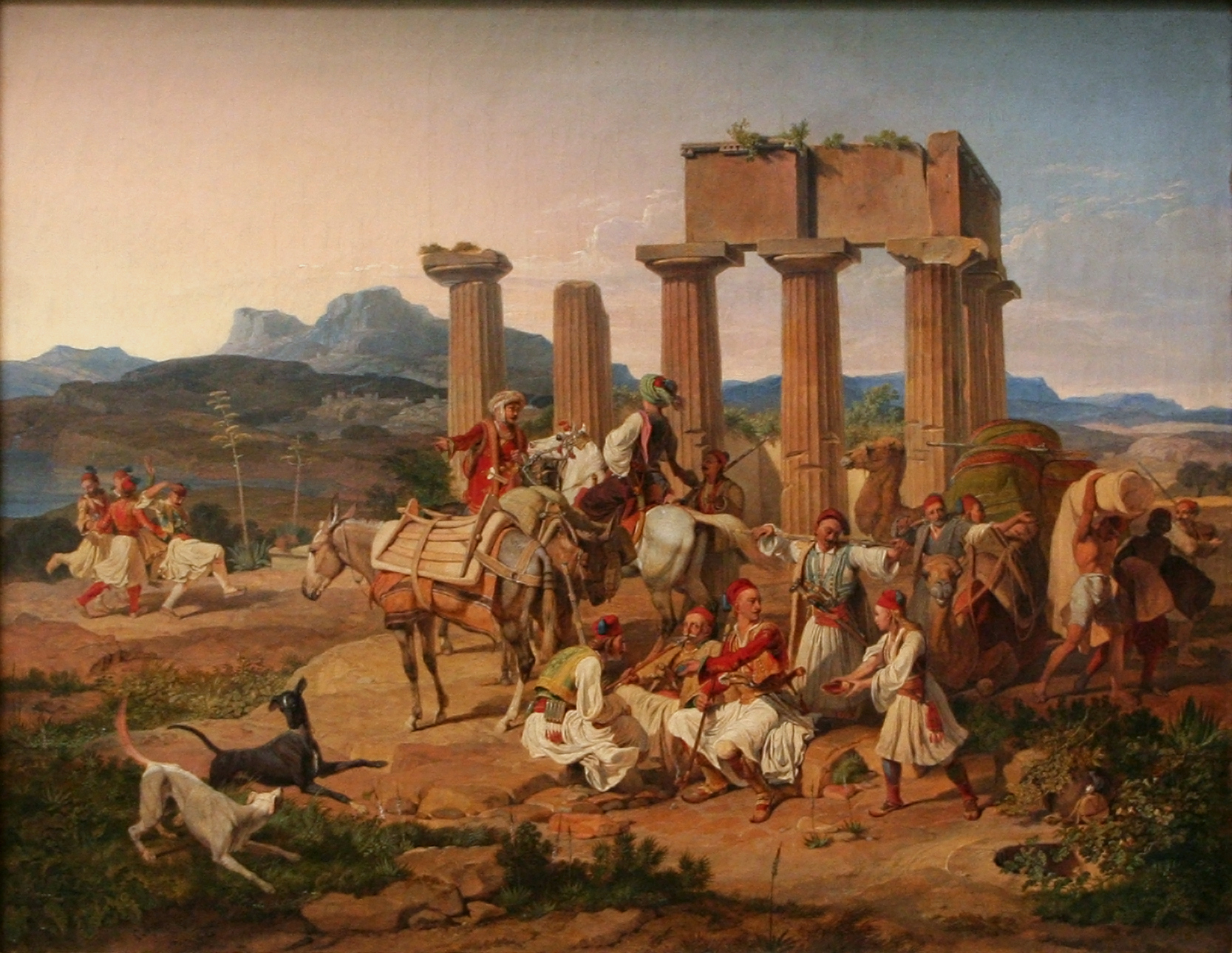
コリント神殿前のトルコ兵士
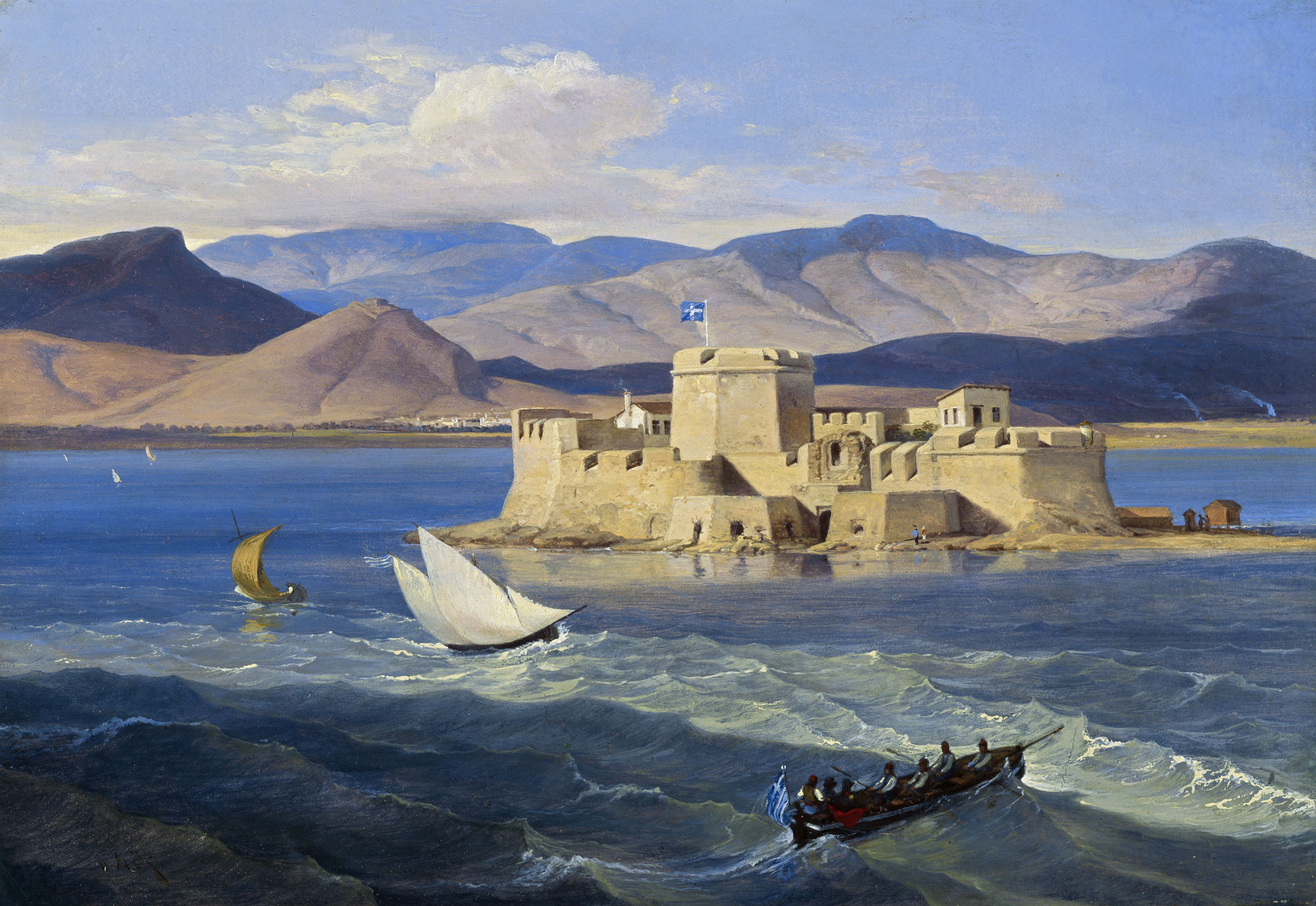
ナフプリオ近くの要塞
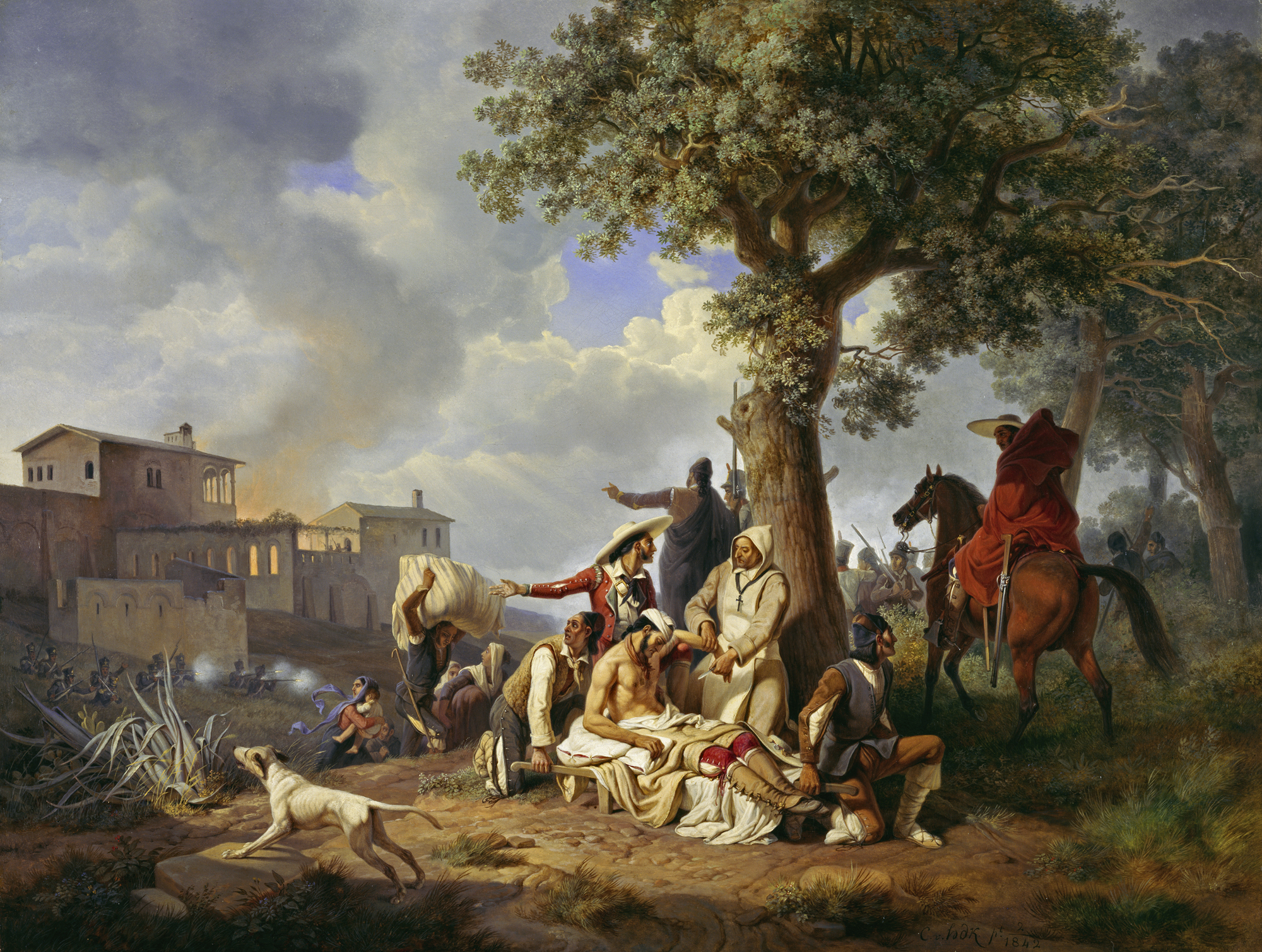
スペイン独立戦争の情景

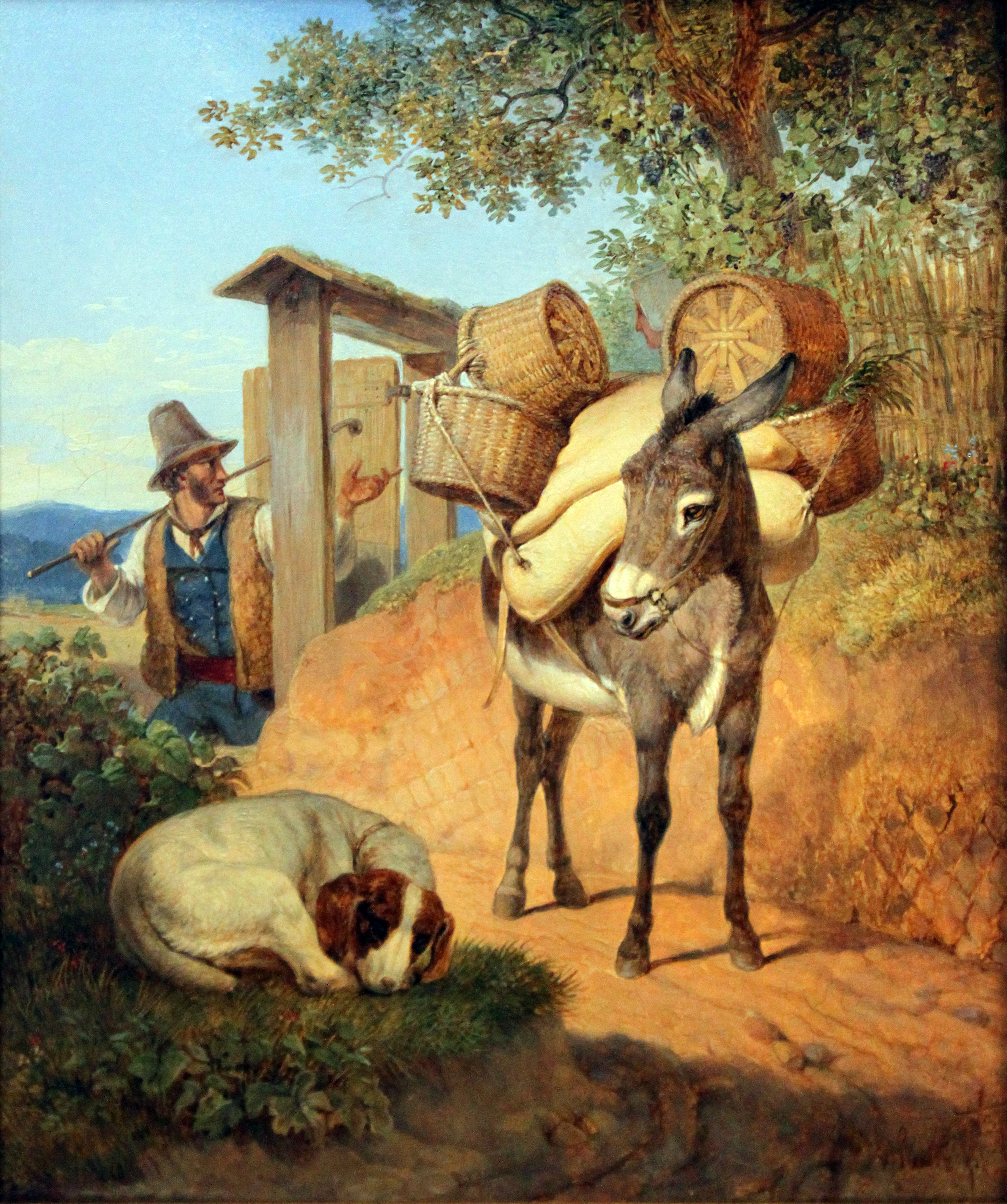
ロバ使いと犬
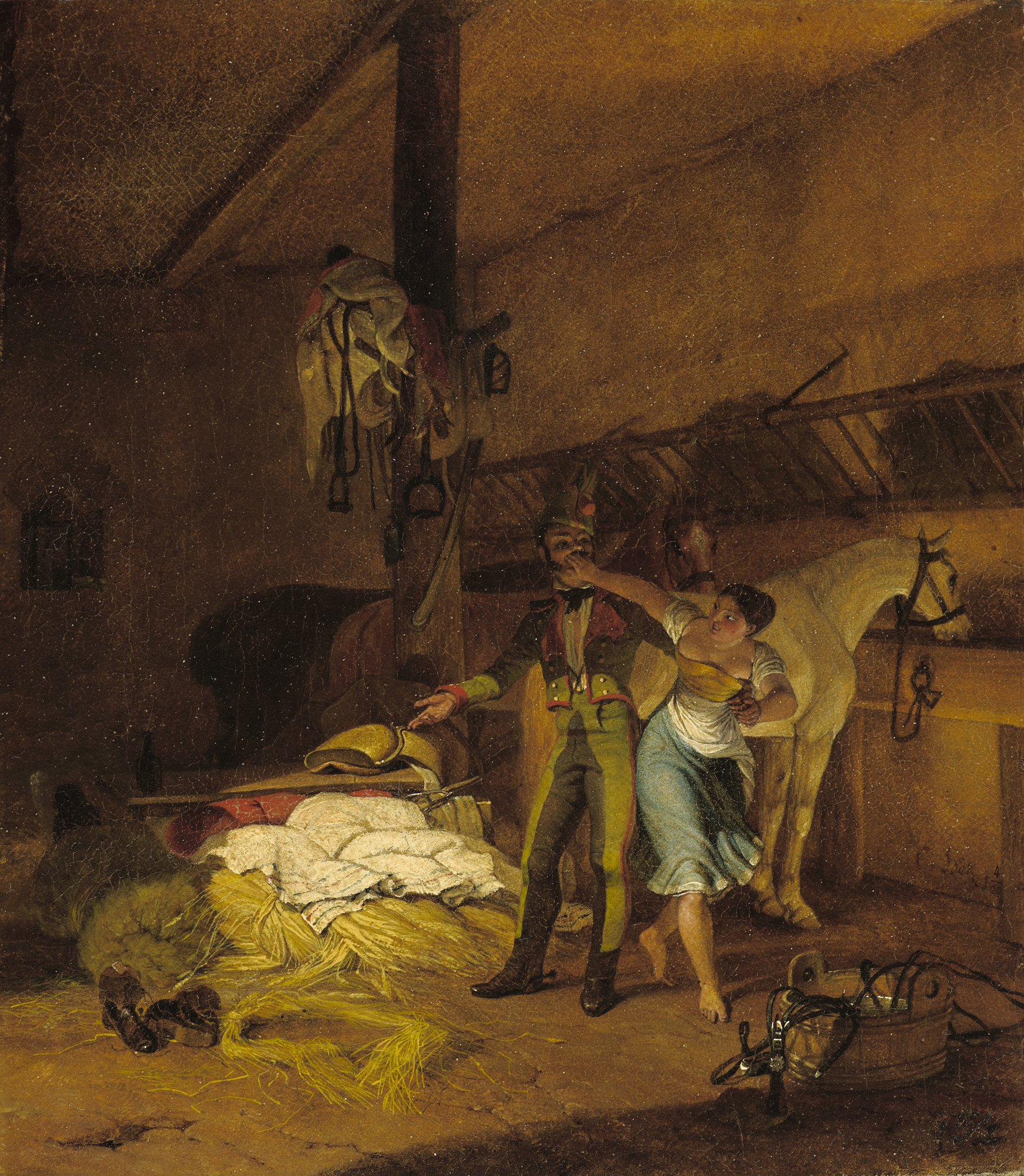
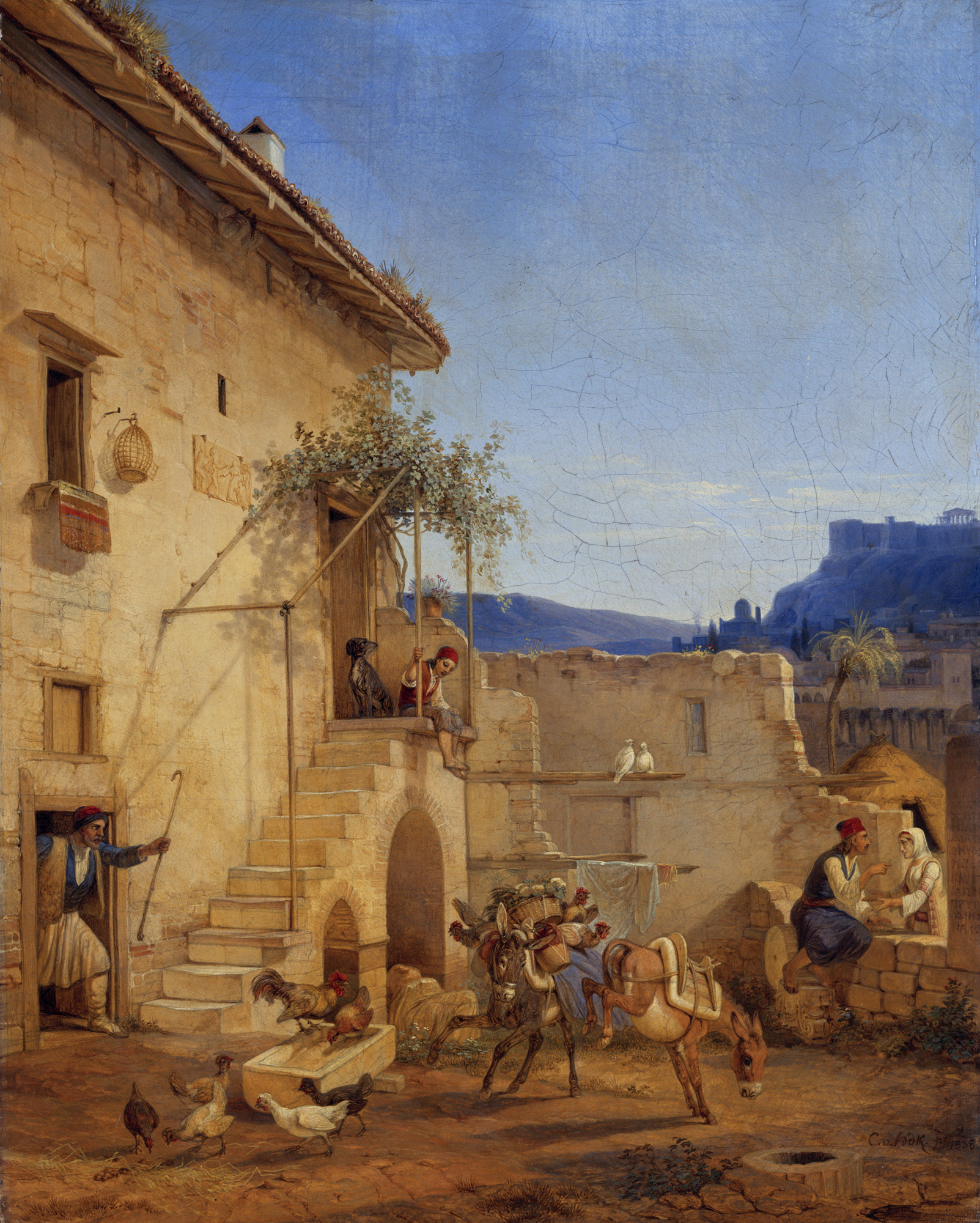
アテネの家